# Winnie Madikizela-Mandela
Winnie Madikizela-Mandela, més coneguda com a Winnie Mandela, (Bizana, Cap Oriental de Sud-àfrica, 26 de setembre de 1936 – Johannesburg, 2 d'abril de 2018) fou una política sud-africana, membre de l'ANC. Va ser la segona esposa de Nelson Mandela, primer President de Sud-àfrica després de l'abolició de l'apartheid.

## Biografia

### Joventut
El seu verdader nom era Nomzamo Winifred Zanyiwe Madikizela i va néixer al poble de Bizana, a la regió del Pondoland (est de la província del Cap, futur Transkei després Cap Oriental.
Va començar treballant a l'administració del bantustan del Transkei i posteriorment s'establí a Johannesburg en el Transvaal.
Obtingué un diploma de treballadora social a l'escola Jan Hofmeyer de Johannesburg, i alguns anys més tard obtindria una llicenciatura de relacions internacionals de la Universitat del Witwatersrand.

### Esposa de Nelson Mandela
Va conèixer Nelson Mandela, líder de l'ANC, i es va convertir en la seva segona dona. Emergeix ràpidament com una icona de la lluita anti-apartheid durant els llargs anys de presó del seu marit (agost 1962-febrer 1990). Durant aquest període, és obligada a residir a la ciutat de Brandfort (Estat Lliure d'Orange) i no va ser autoritzada a trobar-se amb el seu marit més que dues vegades l'any, cada 6 mesos, a la presó de Robben Island, prop del Cap.

Anomenada la mare de la nació, el discurs de Winnie Mandela evolucionà cap al radicalisme. La seva reputació va quedar malmesa especialment en un discurs el 13 d'abril de 1985 a Munsieville, on justificava la tortura del pneumàtic en què es posa un neumàtic amb foc al voltant del coll dels «traïdors» negres. 
| « | Amb les nostres capses de llumins i els nostres pneumàtics encesos, alliberarem aquest país | » |

.
La seva reputació va empitjorar quan el seu guardaespatlles i antic amant, Jerry Richardson, l'acusà d'haver-li ordenat matar un jove activista de 14 anys de l'ANC, Stompie Seipei Moketsi, el gener 1989, a qui Winnie acusà d'espionatge en benefici del govern blanc. El 1990, de la mà del seu marit finalment lliure sembla recuperar la seva legitimitat, però aquest va prendre distància de la seva esposa bastant ràpidament. Malgrat això, el 1991, encara va donar-li suport quan la justícia sud-africana la condemnà per segrest i complicitat en l'homicidi de Moketsi. La seva sentència de sis anys de presó per segrest va ser reduïda a una multa. Més tard, davant la Comissió de la veritat i de la reconciliació, els seus antics còmplices afirmaven que havia estat l'organitzadora del segrest i també havia participat directament en l'homicidi de Moketsi, colpejat fins a la mort.
Durant el període de transició cap a una democràcia multiracial, el seu discurs era clarament menys conciliador que el del seu marit envers la minoria blanca. L'abril de 1992, Nelson Mandela anuncià la seva separació de la seva dona i posà fi als seus 38 anys de matrimoni. El divorci va ser confirmat el març de 1996.

### Després del divorci
Després del divorci, Winnie Mandela va prendre el sobrenom de Madikizela-Mandela. De 1993 a 1997, presidí la lliga de les dones de l'ANC.
El maig de 1994, participà en el primer govern post-apartheid del seu marit com viceministra de les arts, cultura, ciència i tecnologies. Va haver de dimitir onze mesos més tard, en resposta a acusacions de corrupció. No obstant això, continuà sent popular entre les bases més radicals de l'ANC.
El desembre de 1997, renuncià a la seva candidatura a la vicepresidència de l'ANC després de noves revelacions sobre la seva implicació en l'homicidi de Stompie Seipei Moketsi davant la Comissió de la veritat i la reconciliació de l'arquebisbe Desmond Tutu.
Dona complexa, malgrat el seu discurs radical contra els blancs, va mostrar una gran tristesa en el moment de l'assassinat de Marike de Klerk, l'antiga esposa de l'últim president blanc Frederik de Klerk, a qui va qualificar de gran amiga. El 24 d'abril de 2003, va ser considerada culpable per la justícia sud-africana de 43 acusacions de fraus i 25 acusacions de robatoris, essent condemnada a 4 anys de presó, juntament amb el seu germà, Addy Moolman, que també va ser condemnat.
El març de 2010, Winnie Madikizela-Mandela criticà la política feta pel seu ex-marit quan era president. Li va retreure que hagués acceptat compartir el premi Nobel de la pau amb Frederik de Klerk i l'acusà d'estar interessat només a recaptar diners. També afirmà que el seu ex-marit s'havia convertit en «una fundació privada» en el seu període post-presidencial i que s'havia convertit en «una figura d'elit per salvar les aparences», agafant com a exemple l'erecció d'una gran estàtua de Nelson Mandela al centre del barri blanc de Sandton, el més ric de Johannesburg i no a Soweto, lloc simbòlic de la lluita contra l'apartheid. Criticà igualment la Comissió de la veritat i de la reconciliació de Desmond Tutu que considerava que «havia comès greus violacions dels drets humans»